# Corpsstudentische Monatsblätter
Die Corpstudentischen Monatsblätter – Untertitel: Zeitschrift des Weinheimer Senioren-Conventes / Weinheimer Verband Alter Corpstudenten – war eine ab 1895 vom Weinheimer Senioren-Convent (WSC), Weinheimer Verband Alter Corpsstudenten (WVAC) herausgegebene Zeitschrift.  Zwischen 1922 und 1931 liefen die Monatsblätter zeitweilig unter dem Namen WSC-Nachrichten – Untertitel: amtliche Zeitschrift des gesamten WSC.
Der Titel wurde 1935 eingestellt. Als Nachfolger erschien ab 1953 Die Wachenburg.